# Травуния
Травуния (на сръбски: Травунија) е историческа област в западната част на Балканския полуостров.
Тя включва най-югоизточните части на Херцеговина и Далмация, включително адриатическото крайбрежие от Котор до Дубровник, и днес е част от териториите на Босна и Херцеговина, Хърватия и Черна гора. Самостоятелна жупа през IX век, след това областта е владение последователно на Сърбия, Босненското кралство и Херцогството на Свети Сава, заедно с което през 1482 година е присъединена към Османската империя.